# 田中翔太
田中 翔太（たなか しょうた、2001年4月10日 - ）は、千葉県出身のサッカー選手。ポジションはフォワード。J3リーグ・ザスパ群馬所属。

## 来歴
中原SC・エクサス松戸SCを経て、青森山田高校に進学。3年次には第98回全国高等学校サッカー選手権大会に出場、準優勝に終わったものの自身は大会3得点を挙げ、大会優秀選手に選出された。
2020年から新潟医療福祉大学に進学。3年時には第71回全日本大学サッカー選手権大会で4得点を挙げチーム最高成績となる準優勝に貢献、4年時には北信越大学サッカーリーグ1部でリーグ得点王となる14得点を挙げた。
2024年、ガイナーレ鳥取に加入。
2025年、ザスパ群馬に移籍。

## 所属クラブ
- 中原SC
- エクサス松戸SC
- 青森山田高校
- 新潟医療福祉大学
- 2024年  ガイナーレ鳥取
- 2025年 -  ザスパ群馬

## 個人成績
| 国内大会個人成績 | 国内大会個人成績 | 国内大会個人成績 | 国内大会個人成績 | 国内大会個人成績 | 国内大会個人成績 | 国内大会個人成績 | 国内大会個人成績 | 国内大会個人成績 | 国内大会個人成績 | 国内大会個人成績 | 国内大会個人成績 |
| 年度             | クラブ           | 背番号           | リーグ           | リーグ戦         | リーグ戦         | リーグ杯         | リーグ杯         | オープン杯       | オープン杯       | 期間通算         | 期間通算         |
| 年度             | クラブ           | 背番号           | リーグ           | 出場             | 得点             | 出場             | 得点             | 出場             | 得点             | 出場             | 得点             |
| 日本             | 日本             | 日本             | 日本             | リーグ戦         | リーグ戦         | リーグ杯         | リーグ杯         | 天皇杯           | 天皇杯           | 期間通算         | 期間通算         |
| ---------------- | ---------------- | ---------------- | ---------------- | ---------------- | ---------------- | ---------------- | ---------------- | ---------------- | ---------------- | ---------------- | ---------------- |
| 2024             | 鳥取             | 18               | J3               | 37               | 8                | 1                | 0                | 0                | 0                | 38               | 8                |
| 2025             | 群馬             | 18               | J3               |                  |                  |                  |                  |                  |                  |                  |                  |
| 通算             | 日本             | 日本             | J3               | 37               | 8                | 1                | 0                | 0                | 0                | 38               | 8                |
| 総通算           | 総通算           | 総通算           | 総通算           | 37               | 8                | 1                | 0                | 0                | 0                | 38               | 8                |

出場歴
- Jリーグ初出場 - 2024年2月25日 J3第1節 FC今治戦 (今治里山スタジアム)
- Jリーグ初得点 - 2024年3月10日 J3第3節 テゲバジャーロ宮崎戦 (Axisバードスタジアム)